# Ченчик, Сергей Михайлович
Серге́й Миха́йлович Че́нчик (род. 9 сентября 1962, Сыктывкар, Коми АССР, РСФСР, СССР) — российский государственный и военный деятель, генерал-полковник (2016). Начальник Главного штаба войск национальной гвардии Российской Федерации — первый заместитель директора Федеральной службы войск национальной гвардии Российской Федерации с 20 мая 2016 по 31 октября 2020. Начальник Главного управления МВД России по Северо-Кавказскому федеральному округу (2010—2016).

## Биография
Родился 9 сентября 1962 года в городе Сыктывкаре (Коми Автономная Советская Социалистическая Республика; ныне столица и административный центр Республики Коми).
В 1983 году окончил Саратовское высшее военное командное Краснознаменное училище им. Ф. Э. Дзержинского МВД СССР. В период с 1983 по 2005 год служил во внутренних войсках сначала МВД СССР, а затем России, занимал должности командира взвода, роты, батальона, начальника штаба, командира полка, командира отряда специального назначения, заместителя командира дивизии и заместителя начальника управления Главного командования внутренних войск МВД России.
В 1994 году окончил Военную академию имени М. В. Фрунзе. В 2000 году получил право ношения крапового берета.
С 2005 года — на службе в органах внутренних дел. Занимал должности заместителя начальника Оперативно-розыскного бюро МВД России, заместителя начальника Департамента по борьбе с организованной преступностью и терроризмом МВД РФ — начальником Управления анализа и выработки стратегических решений в области борьбы с терроризмом. С 2008 по 2010 год проходил службу в Центральном аппарате МВД России, также являлся начальником академических курсов Академии управления МВД России.
Указом Президента Российской Федерации от 30 апреля 2010 года № 521 генерал-лейтенант милиции Ченчик был назначен начальником Главного управления МВД России по Северо-Кавказскому федеральному округу.
31 марта 2011 года Указом Президента Российской Федерации № 369 «О присвоении специального звания высшего начальствующего состава сотрудникам органов внутренних дел Российской Федерации и назначении на должность сотрудников органов внутренних дел Российской Федерации» ему было присвоено специальное звание «генерал-лейтенант полиции»; в этом же году был повышен в звании до генерал-полковника полиции.
Указом Президента Российской Федерации от 20 мая 2016 года назначен на должность начальника Главного штаба войск национальной гвардии Российской Федерации — первого заместителя директора Федеральной службы войск национальной гвардии Российской Федерации — главнокомандующего войсками национальной гвардии Российской Федерации. Этим же Указом ему присвоено воинское звание «генерал-полковник».
С 2019 года член Геральдического совета при Президенте Российской Федерации.
31 октября 2020 освобождён от должности первого заместителя директора ФСВНГ.

## Семья
Согласно официальным данным, Ченчик женат, воспитывает дочь.

## Награды
Удостоен ряда государственных и ведомственных наград, среди них:
- ордена «За заслуги перед Отечеством» II, III и IV степеней[2];
- орден Александра Невского[2];
- два ордена Мужества[2];
- орден «За военные заслуги»[2];
- медаль ордена «За заслуги перед Отечеством» II степени с изображением мечей[2];
- юбилейная медаль «70 лет Вооружённых Сил СССР»[2];
- медаль «За доблесть в службе» (МВД);
- медаль «За боевое содружество» (МВД);
- медаль «За отличие в службе» (МВД) I, II и III степеней;
- медаль «200 лет МВД России»;
- медаль «За укрепление боевого содружества» образца 1995 г. (Минобороны России)
- медаль «За укрепление боевого содружества» (22 ноября 2019, Минобороны России)[6];
- медаль «200 лет Министерству обороны»;
- медаль ВВ МВД России «За содействие»;
- нагрудный знак «Почётный сотрудник МВД».
- медаль «За заслуги» (4 апреля 2018, Следственный комитет РФ)[7]

## Сочинения
- Ченчик С. М. Генерал от инфантерии Е. Ф. Комаровский — один из основателей Внутренней стражи России. // Военно-исторический журнал. — 2019. — № 10. — С.65—70.